# Lepidotrigla brachyoptera
Lepidotrigla brachyoptera és una espècie de peix pertanyent a la família dels tríglids.

## Descripció
- Fa 14 cm de llargària màxima.[1]

## Hàbitat
És un peix marí, demersal i de clima temperat que viu entre 26-234 m de fondària.

## Distribució geogràfica
Es troba al Pacífic sud-occidental: Nova Zelanda i les illes Kermadec.

## Observacions
És inofensiu per als humans.